# (34504) 2000 SJ158
2000 SJ158 (asteroide 34504) é um asteroide da cintura principal. Possui uma excentricidade de 0.00916670 e uma inclinação de 3.07969º.
Este asteroide foi descoberto no dia 27 de setembro de 2000 por LINEAR em Socorro.